# Castel San Vincenzo
Castel San Vincenzo – miejscowość i gmina we Włoszech, w regionie Molise, w prowincji Isernia.
Według danych na rok 2004 gminę zamieszkuje 577 osób, 26,2 os./km².